# Onze-Lieve-Vrouw Ten Doornkapel

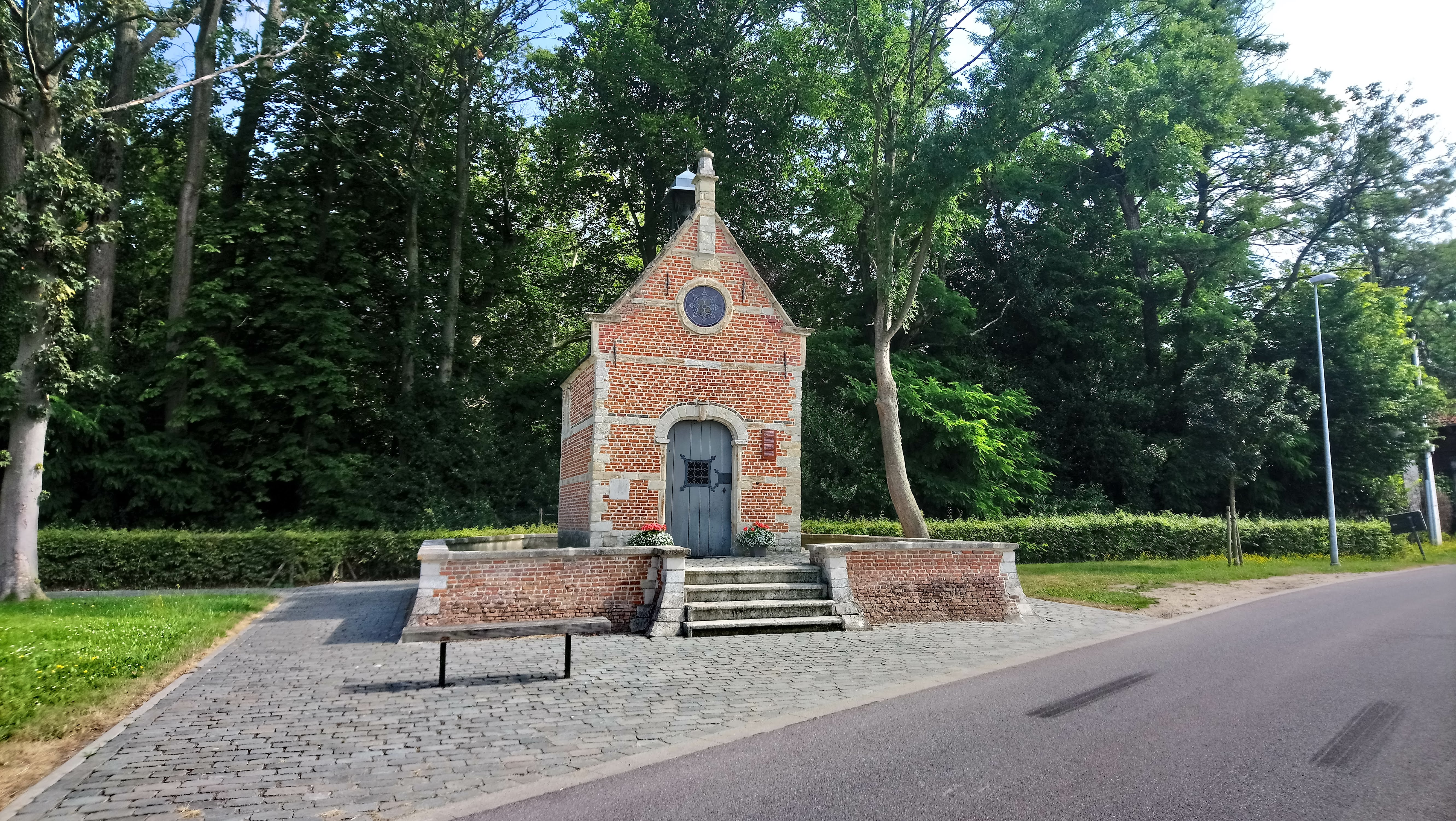
Onze-Lieve-Vrouw Ten Doornkapel

De Onze-Lieve-Vrouw Ten Doornkapel is een kapel in de tot de Antwerpse gemeente Mechelen behorende plaats Heffen, gelegen aan Ten Doorn.

## Geschiedenis
Begin 16e eeuw zou er al sprake zijn van een wonderbaarlijk Mariabeeld dat in een doornstruik was opgehangen. In 1634 werd hiervoor een nieuwe kapel gebouwd.
De kapel is gebouwd in baksteen en zandsteen en is gelegen op een 1 meter hoog terras ter bescherming tegen overstromingen. De naar het zuidoosten georiënteerde kapel heeft een driezijdig afgesloten koor en een tuitgevel met een korfboogdeur. Op het zadeldak bevindt zich een metalen klokkentorentje.
Het interieur wordt overkluisd door een tongewelf. Het altaar is in barokstijl en daar vindt men een Mariabeeldje dat uit 1643 of wellicht uit de 16e eeuw stamt. Twee 18e-eeuwse beeldjes stellen Sint-Lucia en Sint-Cornelius voor. Ze zijn afgescheiden van de publieksruimte door een beglaasde wand met motieven in empirestijl.